# 卡拉季
卡拉季（羅馬化：Karaj，發音：[kæˈɾædʒ] ⓘ），伊朗北部城市，厄尔布尔士省省会，卡拉季县首府所在地。总人口1,377,450（2006年），为伊朗第5大城市。卡拉季城内居民以波斯人为主。